# Francisco Granados
Francisco José Granados Lerena (Valdemoro, Madrid, 23 de enero de 1964) es un político español del Partido Popular. Desde el 25 de julio de 2008 hasta el 17 de junio de 2011 ostentó el cargo de Consejero de Presidencia, Justicia e Interior de la Comunidad de Madrid. Es licenciado en Ciencias Económicas y Empresariales por la Universidad Complutense de Madrid. Granados se ha visto involucrado en varios casos de corrupción. Desde el 31 de octubre de 2014  hasta el 14 de junio de 2017 estuvo en prisión preventiva por su implicación en el caso Púnica, al que dio nombre.

## Biografía

### Alcaldía de Valdemoro
De familia humilde, es hijo de agricultor y de ama de casa, con cierta fama de self-made man. Miembro del Partido Popular de Madrid, se presentó a las elecciones municipales a la alcaldía de Valdemoro en 1995, siendo el candidato más votado pero no logró gobernar tras el pacto entre el PSOE e IU. En 1999, al obtener el PP la mayoría absoluta, fue investido alcalde por los concejales, y en 2003 repitió la alcaldía.
El Partido Socialista de Madrid denunció ante Fiscalía Anticorrupción irregularidades en la campaña electoral en Valdemoro. Le acusaron de pagar con dinero del ayuntamiento folletos electorales para su campaña y regalos promocionales distribuidos entre los votantes.

### Asamblea de Madrid

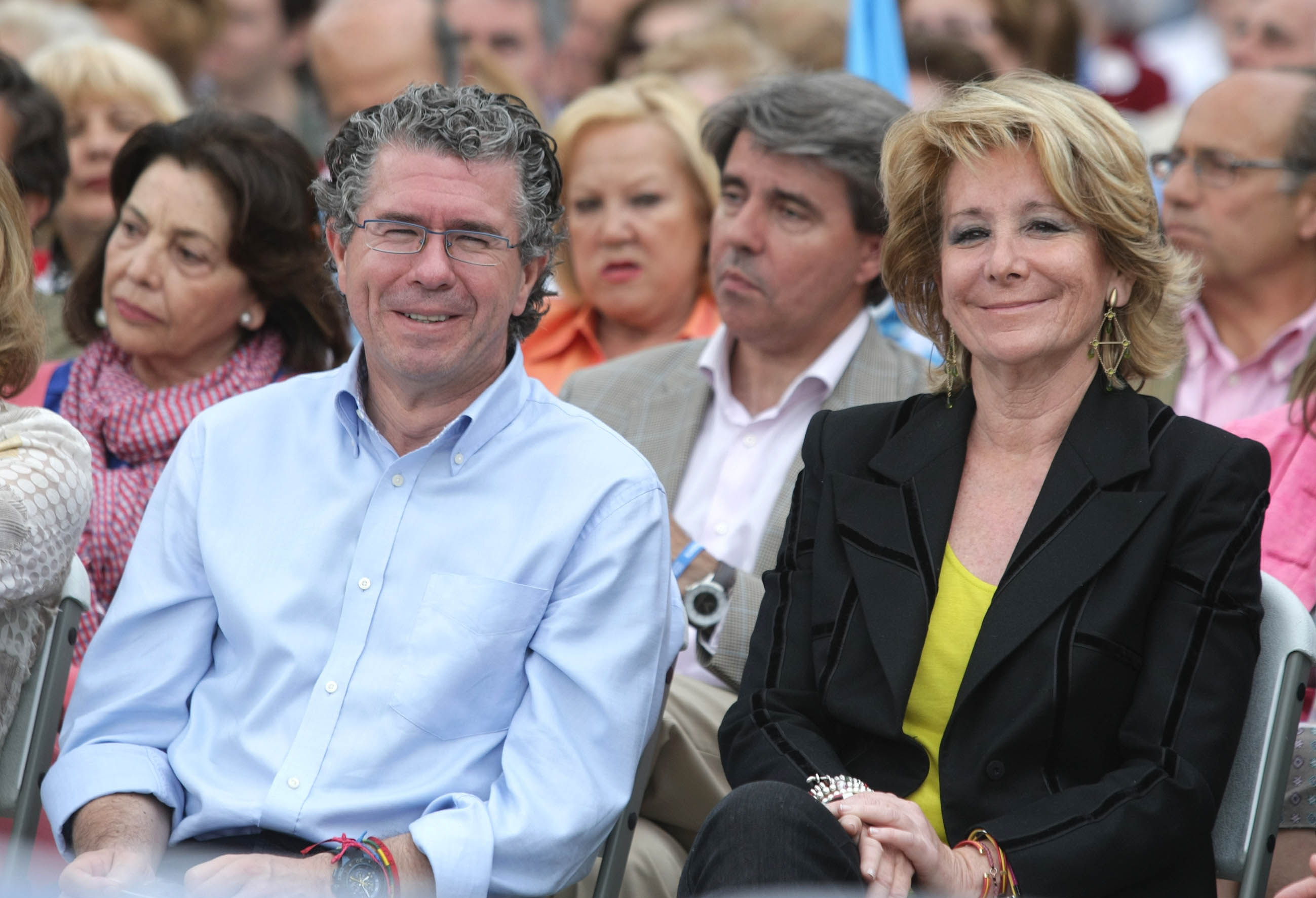
A partir de 2004 Francisco Granados se convirtió en «hombre fuerte» del gobierno de Esperanza Aguirre y número dos del Partido Popular en la Comunidad de Madrid.

Ese mismo año, es elegido diputado en la Asamblea de Madrid, y renuncia a su cargo de alcalde para pasar a ser Consejero de Transportes de la Comunidad de Madrid. En 2003  presidió la Comisión Investigadora del denominado tamayazo, pasando a ser el número tres de la Comunidad de Madrid y uno de los hombres fuertes del Gobierno de la presidenta de la Comunidad Esperanza Aguirre.
Fue, además, Secretario General del PP de la Comunidad de Madrid desde 2004 –año en el que también fue nombrado consejero de Presidencia, asumiendo las competencias de Interior en 2007 y Justicia en 2008–, hasta 2011. En la remodelación del gobierno de Esperanza Aguirre, realizada en junio de 2011, la presidenta de la CAM prescindió de sus servicios, hecho que fue ampliamente comentado en los círculos próximos a la esfera política de la capital.

### PP de Madrid
Ocupó el cargo de Secretario General del PP de Madrid desde 2004 hasta ser destituido el 23 de noviembre de 2011.

### Otras actividades
Era tertuliano de los lunes en Gente de Madrid.

## Polémicas y corrupción

### Intereses inmobiliarios
En Valdemoro tiene varios inmuebles y mantiene relación con constructores y promotores de la zona.
Granados y su sucesor en la alcaldía de Valdemoro, José Miguel Moreno Torres, compraron a David Marjaliza (amigo de la infancia de Granados, expresidente de Nuevas Generaciones y concejal de Valdemoro hasta 1995) sendos chalets en Marbella valorados en 200 000 euros en 2002, por los que habían adelantado la suma de 33 000 euros. Marjaliza recompró ambos unos meses más tarde.
Unos grandes almacenes de Madrid le facturaron al político los muebles de cocina del chalet un año más tarde, cuando ya no era de su propiedad. Granados alegó que la factura estaba a su nombre por error del proveedor.
El 23 de octubre de 2006, alguien incendió intencionadamente el Mini Cooper de la esposa de Granados, en el garaje de la vivienda que este ocupaba entonces, en Valdemoro. Se descubrió así que el coche estaba a nombre de la empresa Grandes Locales de Negocios S. L., una constructora local contratista del ayuntamiento. La misma constructora, propiedad de otro amigo de Granados, Ramiro Cid, construyó también dicha vivienda. Una promotora ligada al grupo se la vendió al entonces alcalde.
El político adujo que el coche había sido adquirido por su esposa en un negocio local de compra-venta de vehículos, Car Valdemoro, que no había tramitado la transferencia. El gerente de dicho negocio confirmó la operación, y justificó la ausencia de transferencia por retrasos burocráticos de Tráfico. Los periodistas comprobaron que la transferencia no había sido solicitada jamás. Car Valdemoro es propiedad de José Miguel Moreno Torres, sucesor de Granados en la alcaldía de Valdemoro. Los políticos de Partido Popular consideraron el hecho un atentado terrorista.
Se construyó una casa de lujo de 1000 m² sobre seis parcelas donde el Plan General permitía edificar otros tantos chalés de 261 metros cuadrados. El grupo Obras y Vías era propietario del suelo y constructora de la mansión, y dueña a su vez de Grandes Locales de Negocio S. L., la propietaria del vehículo incendiado. Granados contrató la construcción del chalet sin pagar nada por el suelo.

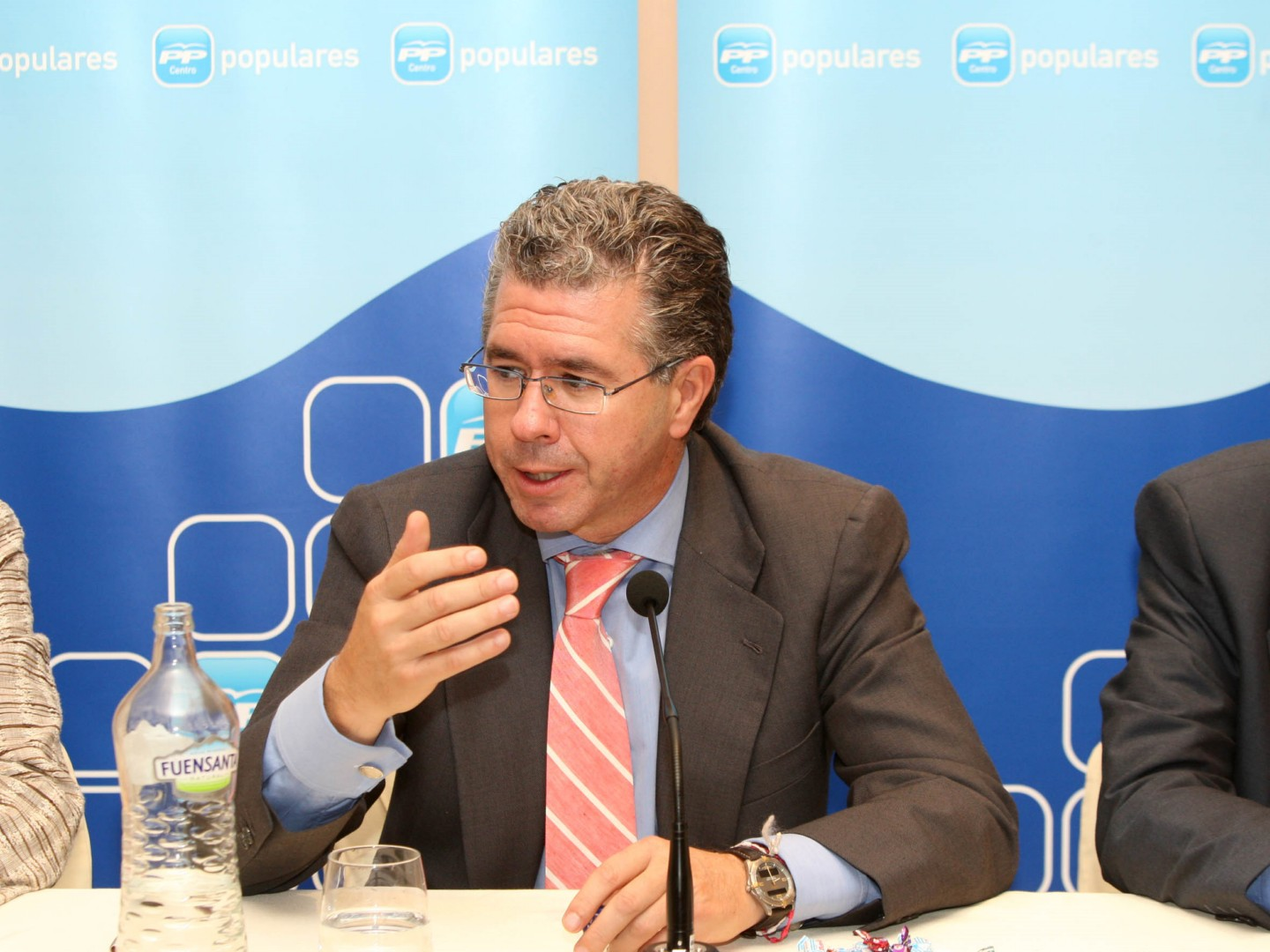
Francisco Granados en 2010

En 2009, un alto directivo de una constructora de la zona, DICO, denunció haber pagado comisiones millonarias a diversos alcaldes, refiriéndose a Granados como «el tío más sucio del mundo». Pese a que el ejecutivo declaró ante la fiscalía anticorrupción como testigo protegido, Granados consiguió conocer su identidad. El hecho fue muy comentado al coincidir en el tiempo con la divulgación de una comida secreta que el acusado había mantenido con el juez encargado de la investigación del caso Gürtel, en el que estaban implicados algunos de sus socios y compañeros de partido. El consejero ha negado siempre haber recibido soborno alguno de DICO.

### Caso Gürtel
Los concejales del Partido Popular José Luis Peñas y Juan José Moreno Alonso le señalaron en su declaración ante el juez como uno de los cargos del gobierno madrileño que presionaron para que el alcalde de Majadahonda, Guillermo Ortega, procesado en el caso, amañara una venta de suelo público.
Uno de los constructores denunciados era Julián Jiménez de los Galanes, presidente del grupo DICO, que según los declarantes, es amigo personal de Granados y habría llamado a Ortega de su parte para exigirle su dimisión. Granados negó que algo así hubiese podido ocurrir, dado que por su cargo en el partido, hablaba directamente con Ortega casi a diario, pero no negó su relación con Jiménez.

### Espionaje
En 2009 se publicó información que relacionaba la Consejería de Interior, que presidía, con una trama de espionaje a sus compañeros de partido Ignacio González, Manuel Cobo y Alfredo Prada. Tras una investigación judicial, el 15 de julio de 2010 la juez competente dictó auto de archivo del caso por no haberse acreditado la realidad de los seguimientos, y por falta de indicios de delito. En 2010 la Audiencia de Madrid ordenó a la juez reabrir el caso y reunir las pruebas necesarias para procesar a los acusados por malversación de caudales públicos.
En 2010 se citaron unas declaraciones suyas en un artículo sobre los problemas para adoptar medidas de austeridad en la administración española, en las que mencionaba el problema de la inamovilidad de los funcionarios.
En septiembre de 2011 presentó una declaración de bienes en la que afirmaba haber cobrado de la Comunidad de Madrid 15 000 euros más de lo que declara oficialmente como su sueldo.
El 19 de febrero de 2014 fue publicado en los medios que Francisco Granados tenía una cuenta a su nombre en Suiza con 1,5 millones de euros. El dinero estaba en un depósito abierto desde 1999, según comunicó la justicia suiza a la española.

### Operación Púnica
En el marco de la Operación Púnica, Francisco Granados fue detenido el 27 de octubre de 2014, junto con más de cincuenta personas. La operación fue coordinada por la Guardia Civil, bajo las órdenes del Juez de la Audiencia Nacional, Eloy Velasco. La justicia ordenó el bloqueo de cuentas de Francisco Granados y su testaferro David Marjaliza en Suiza y Singapur, cuentas que acumularían unos 11 millones de euros (7 y 4 respectivamente).
El juez decretó el 31 de octubre su ingreso en prisión, decisión que fue confirmada por la Audiencia Nacional mes y medio después al entender que persistía el riesgo de fuga y de destrucción de pruebas. En el auto se recordaba que a Granados se le atribuye “formar parte de una organización criminal dedicada a perpetrar delitos de blanqueo, contra la Hacienda Pública, falsedad documental, cohecho y tráfico de influencias”. La Audiencia Nacional también consideró legal su detención.
En la investigación judicial del caso Púnica se ha detectado la falta de acreditación de multitud de gastos e inversiones de Granados. El 14 de junio de 2017 fue puesto en libertad bajo fianza.
En noviembre de 2017, Granados fue juzgado en la Audiencia Nacional por un presunto "chivatazo" en el que el expolítico había sido avisado de que estaba siendo investigado. En diciembre de 2017 fue condenado a dos años de prisión.
El 12 de febrero de 2018 declaró de forma voluntaria ante el Juzgado Central de Instrucción número 6 para colaborar con la investigación del caso Púnica. El día 27 de febrero volvió al juzgado para continuar declarando.

## Reconocimientos
- Gran Cruz de la Orden del Dos de Mayo (2011,[37] revocada en 2014)[38]